# 2025年ミュンヘン安全保障会議でのJ・D・ヴァンスの演説

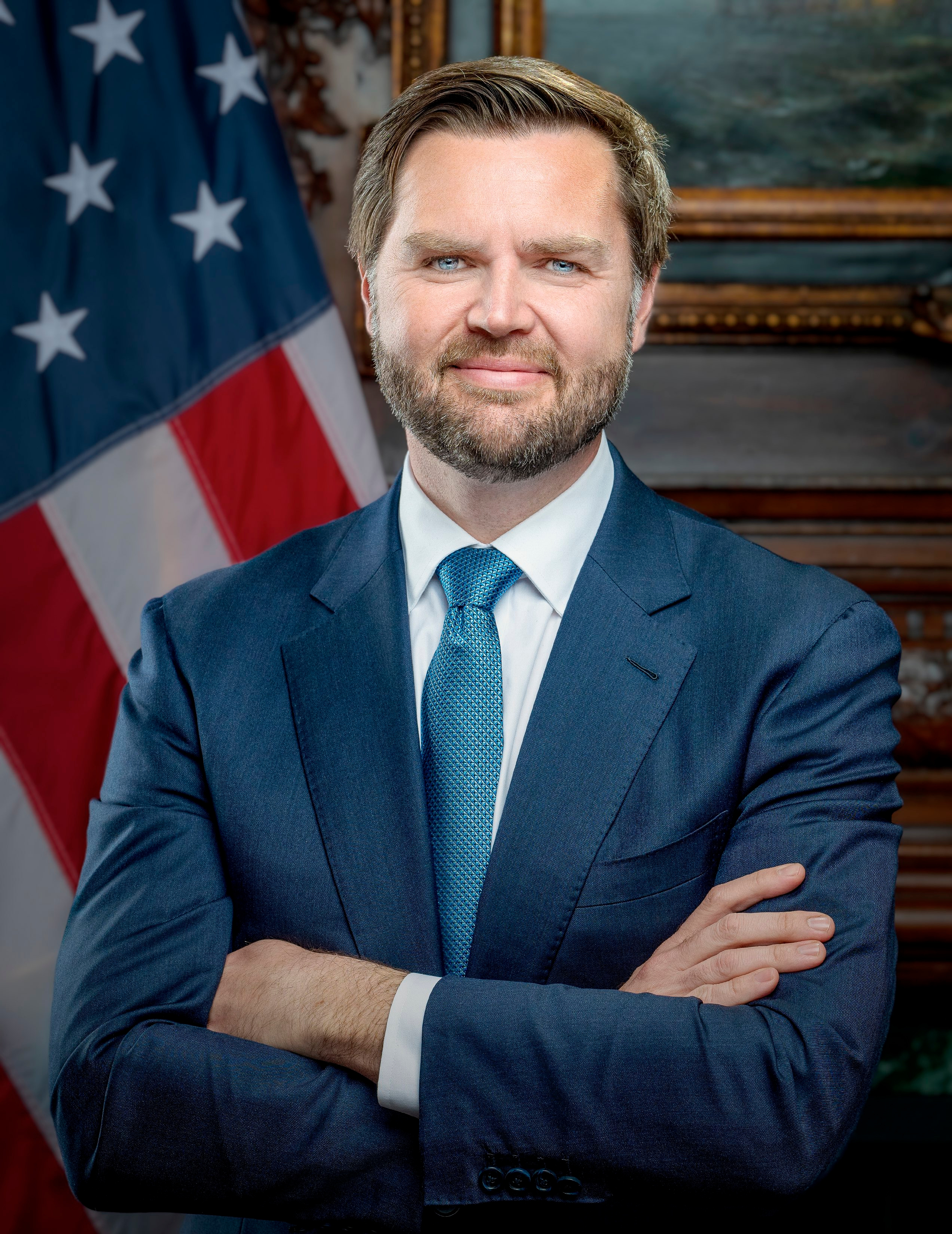
J・D・ヴァンス

2025年ミュンヘン安全保障会議でのJ・D・ヴァンスの演説（2025ねんミュンヘンあんぜんほしょうかいぎでのJ・D・ヴァンスのえんぜつ）は、2025年2月14日に開催された第61回ミュンヘン安全保障会議において、J・D・ヴァンス米副大統領が行った演説を指す。この演説において、ヴァンス副大統領は欧州連合（EU）の指導者たちを批判し、言論の自由と民主主義が後退していっていると指摘した。
いくつかのメディアは、この演説をアメリカ合衆国と欧州連合の関係における転換点と捉え、またアメリカ合衆国大統領ドナルド・トランプとロシア大統領ウラジーミル・プーチンとの電話会談とともに言及された。中には、これをアメリカの欧州の同盟国に対する「イデオロギー戦争」および「文化戦争」の宣言とし、また、数十年にわたる大西洋間関係の現状を壊す「解体用鉄球」と表現するものもあった。

## 背景
この演説は、ドイツ・ミュンヘンで開催された第61回ミュンヘン安全保障会議で行われた。この会議は、国際安全保障政策に関する年次会議であり、J・D・ヴァンスは以前、アメリカ合衆国上院議員として参加したことがある。ヴァンス副大統領は、第2次トランプ政権下でのアメリカとヨーロッパの関係の変化を巡る緊張が高まる中、また、ロシアによるウクライナ侵攻、ルーマニアの政治危機、ドイツの経済危機といった問題に触れる演説を行った。
会議の直前、アメリカ合衆国大統領ドナルド・トランプはロシア大統領ウラジーミル・プーチンと電話会談を行い、ウクライナ侵攻に関する交渉について合意した。この合意では、当事者国のウクライナとヨーロッパが交渉に参加できていない。これを受けて、いくつかのヨーロッパ諸国の外相は、欧州連合（EU）が交渉に参加すべきだと述べた。

## 主な主張
メディアは、ヴァンス副大統領の演説は、ロシアや中国などの外部の脅威ではなく、ヨーロッパの民主主義に対する最大の危険は内部の脅威であるという部分に焦点を当てて語っていたと報じた。ヴァンス副大統領は、ヨーロッパで最も重要な問題は大量移民であると述べ、ドイツで外国出身の国民の人数が過去最高水準となったことや、EU外の国々からの移民増加はなどは、「ヨーロッパの指導者たちの意図的な決定」によるものだと指摘した。また、会議前夜にミュンヘンで起きたアフガン移民による労働組合によるデモ参加者への車両突入事件をこの問題と関連付け、移民に対する公共の懸念により迅速に対応する必要があると主張した。

### 民主主義制度の正当性
演説の中で、ヴァンス副大統領は、欧州の民主主義制度と言論の自由が弱体化していると述べた。特に、ヨーロッパの政治家たちが「選挙結果を無効にしている」と非難し、2024年のルーマニア大統領選挙の第1回投票が無効にされたことに言及した。この無効は、「ロシアのインターネットおよびTikTokが、最初に多くの票を得たナショナリストの独立系候補カリン・ジョルジェスクを推進したと発信している」という報道に関連していた。ヴァンス副大統領は、選挙の公平性に対するヨーロッパの官僚たちの対応を批判し、民主主義制度は外部からの影響を受けないほど強固であるべきだと主張した。ほか、この選挙結果の無効化をソ連時代の手法に例え、「もし貴国らの民主主義が外国からの数十万ドルのデジタル広告で簡単に壊されるのであれば、それは最初から強固なものではなかったということだ」と述べた。ヴァンス副大統領は、ルーマニアの裁判所が「情報機関の薄弱な疑念と、EUからの膨大な圧力」を受けて選挙結果を無効にする決定を下したと述べた。またヴァンスは、元欧州委員会委員ティエリー・ブルトンのテレビ番組における発言が「ルーマニア政府が選挙全体を無効にしたことを喜んでいるように聞こえる」として「軽率な発言」だと特に批判した。

### 言論の自由
ヴァンス副大統領は、ヨーロッパの指導者たちが「異なる意見があることを表明する、あるいは、違うやり方に投票する、さらには選挙に勝つかもしれない」別の視点に対して、「古くて根深い利権の存在」を隠すために「誤情報」や「デマ」といった「醜いソ連時代の言葉」を使っていると非難した。ヴァンス副大統領は、イギリス政府の「反宗教的な」言論の自由に関する法律を強く非難し、ボーンマスの中絶ができる病院周辺の「安全アクセスゾーン」を違反したとして投獄されたアダム・スミス・コナーの例を挙げた。また、スウェーデンにおけるキリスト教活動家のコーラン焼却による有罪判決を宗教表現の弾圧として非難し、ドイツにおける反フェミニスト的な発言に対する警察の取り締まりや、スコットランド政府がスコットランドの「安全アクセスゾーン」内にある住民に送った警告書についても言及した。これらの警告書は、地域に住んでいる人々に向けて「私的な祈りを禁じる」という内容だったという。演説を通じて、ヴァンス副大統領は民主主義の正当性と国民主権の重要性を強調した。ほか、ヨーロッパの指導者たちは、たとえそれが確立された立場を揺るがすような意見であったとしても、むしろ公共の意見を恐れるのではなく受け入れるべきだと主張した。また、この演説では、特定のポピュリスト政治指導者が参加を除外されたことに対するミュンヘン安全保障会議自体への具体的な批判も含まれていた。
国内のアメリカ政治については、元アメリカ合衆国大統領ジョー・バイデンがソーシャルメディア企業と協力して「誤情報」を検閲していることを批判し、特にCOVID-19が武漢の研究所から発生した可能性についての主張も含まれていた。ヴァンスは、トランプ政権は「バイデン政権が行ってきた " 異論を黙らせる行為 " とは正反対のことをする」と確約した。さらにヴァンス副大統領は、「アメリカの民主主義が10年間のグレタ・トゥーンベリによる叱責に耐えられたのだから、貴国らは数ヶ月間のイーロン・マスクの行動にも耐えられるだろう」と述べ、マスクがドイツの右派政党「ドイツのための選択肢（AfD）」を支持したことに対する「選挙に干渉しているのではないか」という非難に言及した。

### アメリカ合衆国と欧州連合の関係
演説では、アメリカ合衆国とEUの関係に関するいくつかの論点が取り上げられ、特に軍事費の支出や安全保障に関する協力について言及された。ヴァンス副大統領は、トランプ政権がヨーロッパの安全保障に対するコミットメントを確認する一方で、ヨーロッパ側はこれまで以上に軍事費を負担するべきだとした。また、ウクライナとロシアの間で「合理的な解決策」が可能であると述べた。さらに、ヴァンスは、ウクライナ侵攻に対する西側諸国の立場を「民主主義の防衛」として説明するヨーロッパ側の言説を批判し、ヨーロッパで現に行われている「民主主義体制の侵害」との矛盾を語った。

## 反応
CNNは、ヴァンス副大統領の演説を聞いたほとんどの会議参加者が「無表情で座っていた」と指摘し、副大統領の演説はまばらで控えめな拍手で終わったと報じた。また、演説の内容の内、ウクライナ侵攻については簡単に言及しただけで、第2次トランプ政権の和平交渉に関する計画についてもっと詳しく知りたかった参加者たちを失望させた。
東欧からの代表者（匿名）は、会議中、他の官僚たちが議論していた唯一の話題が「ヴァンス副大統領の演説」だったと述べた。アメリカおよびヨーロッパの外交官や政府関係者は、演説が行われる中で失望の意を表し、ある人物は「口を開けたままの人々でいっぱいの部屋を生んだ」と語った。元アメリカ合衆国下院の民主党議員（匿名）は、ヴァンスがロシアによる選挙干渉の被害を受け対応を行ったヨーロッパを非難していると批判し、ヴァンス自身もヨーロッパの選挙に干渉していると主張した。
テキサス州の共和党上院議員ジョン・コーニンは、「この演説がヨーロッパに対し、アメリカの後ろ盾で得ていた " タダの恩恵 " が終わったことを認識させることを望んでいる」と述べた。また、元アメリカ合衆国の高官（匿名）は、この演説を「ヨーロッパが目を覚ます合図」と表現し、「ヨーロッパは、これまで数十年にわたって慣れ親しんだアメリカとは異なるアメリカを相手にしている」とした。
ヴァンス副大統領の演説について、ドイツの国防大臣ボリス・ピストリウスは、ヴァンスが欧州の一部を権威主義的な体制に例えたことは「受け入れられない」と述べた。EUのカヤ・カッラス外務・安全保障政策上級代表は、「アメリカが我々に喧嘩を売ろうとしていると感じた」と述べた。
スウェーデンのマリア・マルマー・ステナーガルド外務大臣は、ヴァンス副大統領がコーラン焼却に関する有罪判決に言及したことについて、直接のコメントは避けた。元スウェーデン首相カール・ビルトは、ヴァンスの演説を「予想以上にひどかった」とし、ヴァンスがドイツのための選択肢が有利となるように「ドイツの選挙活動に露骨に干渉した」と非難した。ノルウェーのヨーナス＝ガール・ストーレ首相は、ヴァンスが会議で自分が望む議題を取り上げる権利は認めたが、「欧州における言論の自由の侵害が、ウクライナ、ロシア、そして中国に関する現在の安全保障問題よりも重要だという考えには同意できない」と述べた。
『ル・モンド』紙は、ヴァンス副大統領の演説を、欧州に対する「イデオロギー戦争」の宣言だと表現した。『ポリティコ』紙は、ヴァンス副大統領の演説を会議に対する「解体用鉄球」と揶揄し、「欧州に文化戦争をもたらした」と述べた。『ガーディアン』紙の複数のライターは、ヴァンス副大統領の演説のいくつかの要素をファクトチェックし、不正確さや誤った表現について報じた。
ヴァンス副大統領のスコットランド政府の「安全アクセスゾーン法」に関する発言に対して、スコットランド政府のスポークスパーソンはヴァンスの主張を非難し、「 " 自宅での祈りを禁じる " という内容の手紙は送っていない」と述べ、「意図的または無謀な行動だけが安全アクセスゾーン法の対象である」と説明した。スコットランド議会議員で、安全アクセスゾーン法を起草したギリアン・マケイは、ヴァンスの発言を「ナンセンス」とし、彼が「非常に情報不足であるか、故意に誤って伝えている」と述べた。
アメリカのドナルド・トランプ大統領はヴァンスの演説を賞賛し、ヨーロッパについては「言論の自由という素晴らしい権利を失いつつある」と主張した。
アクセル・シュプリンガーSE のマティアス・デプフナーCEOは、演説を「感動的である」として、批判する論調は「誤解だ」とした。